# CENPK
CENPK (англ. Centromere protein K) – білок, який кодується однойменним геном, розташованим у людей на короткому плечі 5-ї хромосоми. Довжина поліпептидного ланцюга білка становить 269 амінокислот, а молекулярна маса — 31 655.
| 10         |  | 20         |  | 30         |  | 40         |  | 50         |
| ---------- |  | ---------- |  | ---------- |  | ---------- |  | ---------- |
| MNQEDLDPDS |  | TTDVGDVTNT |  | EEELIRECEE |  | MWKDMEECQN |  | KLSLIGTETL |
| TDSNAQLSLL |  | IMQVKCLTAE |  | LSQWQKKTPE |  | TIPLTEDVLI |  | TLGKEEFQKL |
| RQDLEMVLST |  | KESKNEKLKE |  | DLEREQRWLD |  | EQQQIMESLN |  | VLHSELKNKV |
| ETFSESRIFN |  | ELKTKMLNIK |  | EYKEKLLSTL |  | GEFLEDHFPL |  | PDRSVKKKKK |
| NIQESSVNLI |  | TLHEMLEILI |  | NRLFDVPHDP |  | YVKISDSFWP |  | PYVELLLRNG |
| IALRHPEDPT |  | RIRLEAFHQ  |  |            |  |            |  |            |

A: Аланін

C: Цистеїн

D: Аспарагінова кислота

E: Глутамінова кислота

F: Фенілаланін

G: Гліцин

H: Гістидин

I: Ізолейцин

K: Лізин

L: Лейцин

M: Метіонін

N: Аспарагін

P: Пролін

Q: Глутамін

R: Аргінін

S: Серин

T: Треонін

V: Валін

W: Триптофан

Локалізований у ядрі, хромосомах, центромерах, кінетохорі.